# Zatypota bayamensis
Zatypota bayamensis är en stekelart som beskrevs av Fernandez 2007. Zatypota bayamensis ingår i släktet Zatypota och familjen brokparasitsteklar. Inga underarter finns listade i Catalogue of Life.